# Esporte Clube Espigão
L'Esporte Clube Espigão, noto anche semplicemente come Espigão, è una società calcistica brasiliana con sede nella città di Espigão d'Oeste, nello stato della Rondônia.

## Storia
Il club è stato fondato il 7 giugno 2008. L'Espigão ha vinto il Campeonato Rondoniense Segunda Divisão nel 2008. Ha vinto il Campionato Rondoniense nel 2011, dopo aver sconfitto l'Ariquemes FC in finale.

## Palmarès

### Competizioni statali
- Campionato Rondoniense: 1

2011
- Campeonato Rondoniense Segunda Divisão: 1

2008